# Alun Armstrong
Alun Armstrong es un actor británico, conocido por haber interpretado a Brian Lane en la serie New Tricks y por sus numerosas participaciones en teatro, cine y televisión.

## Biografía
Alun se casó con la actriz Sue Johnston, la pareja tiene tres hijos, Tom Armstrong, el actor Joe Armstrong y Dan Armstrong.
En 2009 fue galardonado con dos grados por su aportación a las artes, uno fue el Honorary Doctorate of Letters por la Universidad de East Anglia y el otro Honorary Doctorate of Arts por la Universidad de Sunderland.

## Carrera
En 1977 interpretó al cabo del ejército británico Davies en la película A Bridge Too Far. En 1997 apareció en la película The Saint donde interpretó al Inspector Teal, quien junto a su compañera la inspectora Rabineau (Charlotte Cornwell) buscan detener al santo (Val Kilmer).
En 1999 se unió al elenco de la película David Copperfield donde interpretó al generoso Daniel Peggotty, el hermano de Peggotty (Pauline Quirke).
En 2000 apareció en la película This Is Personal: The Hunt for the Yorkshire Ripper donde interpretó al jefe de policía George Oldfield.
En 2003 apareció en la miniserie Between the Sheets donde interpretó a Peter Delany, trabajando junto a su hijo Joe Armstrong. Ese mismo año se unió al elenco principal de la serie New Tricks donde interpreta a Brian Lane, hasta ahora.
En 2004 interpretó al cardinal Jinette en la película de ciencia ficción Van Helsing, ese mismo año prestó su voz para el mismo personaje en el video corto Van Helsing: The London Assignment.
En 2006 apareció en la película Eragon donde interpretó al guerrero Garrow, el padre de Roran (Christopher Egan) y tío de Eragon, Garrow es torturado por los Ra'zac y su casa es incendiada mientras buscaban a Eragon.
En 2008 apareció en la miniserie de la BBC, Little Dorrit, donde interpretó a Jeremiah y a Ephraim Flintwinch. La miniserie es una adaptación para televisión del clásico de Charles Dickens.
En 2010 interpretó de nuevo al Señor Thenardier en el aniversario número 25 de la obra Les Misérables.
En 2012 se unió al elenco de la miniserie The Mystery of Edwin Drood donde interpretó a Hiram Grewgious junto a Tamzin Merchant. Ese mismo año interpreta a Henry Percy, Earl de Northumberland en The Hollow Crown: Henry IV, Part 1 & 2; en la primera parte su hijo Joe Armstrong interpreta a Henry de joven.

## Filmografía

### Series de televisión
| Año             | Serie                                        | Personaje                   | Notas                               |
| --------------- | -------------------------------------------- | --------------------------- | ----------------------------------- |
| 1971            | Advent of Steam                              | Hedley                      | episodio "The Iron Horse: Part 2"   |
| 1972            | Full House                                   | Geordie Gilroy              | episodio del 9 de diciembre         |
| 1972            | General Hospital                             | Ken Hartley                 | episodio # 1.15                     |
| 1972            | Villains                                     | Terence "Tel" Bolden        | 3 episodios                         |
| 1972            | New Scotland Yard                            | Ray Davies                  | episodio "The Wrong 'Un"            |
| 1973            | Armchair 30                                  | Glazier                     | episodio "Ross Evan's Story"        |
| 1973            | Six Days of Justice                          | Oficial Williamson          | episodio "The Complaint"            |
| 1973            | Softly Softly: Task Force                    | David Miller                | episodio "A Quiet Man"              |
| 1973            | Hunter's Walk                                | Lorry Driver                | episodio "Discretion"               |
| 1973            | Thriller                                     | Mike                        | episodio "The Eyes Have It"         |
| 1974            | Father Brown                                 | Joe                         | episodio "The Hammer of God"        |
| 1974            | Justice                                      | Bob Graham                  | episodio "It's Always a Gamble"     |
| 1974            | Whatever Happened to the Likely Lads?        | Scaife                      | episodio "Conduct Unbecoming"       |
| 1974            | Sporting Scenes                              | Bernie                      | episodio "The Needle Match"         |
| 1975            | The Stars Look Down                          | Joe Gowlan                  | 11 episodios - miniserie            |
| 1975            | The Sweeney                                  | Peter Jenner                | episodio "Stay Lucky Eh?"           |
| 1975            | Days of Hope                                 | Billy "Shep" Shepherd       | 2 episodios - miniserie             |
| 1975            | Public Eye                                   | Vince Gregson               | episodio "The Fatted Calf"          |
| 1976            | The New Avengers                             | Soldado George Harris       | episodio "Dirtier by the Dozen"     |
| 1976            | BBC Play of the Month                        | Lightborne                  | episodio "Chester Mystery Cycle"    |
| 1977            | BBC2 Play of the Week                        | Brodovich                   | episodio "Shooting the Chandelier"  |
| 1977            | Centre Play                                  | Richard Clewes              | episodio "Risking It"               |
| 1977            | Romance                                      | Weaver                      | episodio "House of Men"             |
| 1977            | Porridge                                     | Spraggon                    | episodio "A Test of Character"      |
| 1977            | The Squirrels                                | Sweeney                     | episodio "Shoulder to Shoulder"     |
| 1977 - 1979     | A Sharp Intake of Breath                     | Arthur Clegg                | 13 episodios                        |
| 1978            | Premiere                                     | -                           | episodio "Freedom of the Dig"       |
| 1978            | Z Cars                                       | Detective Boley             | episodio "Pressure"                 |
| 1978            | Enemy at the Door                            | Louis Mendoza               | episodio " Officers of the Law"     |
| 1978            | Play for Today                               | Mr. Briggs                  | episodio "Our Day Out"              |
| 1980            | Armchair Thriller                            | Trahearne                   | 4 episodios                         |
| 1981            | Get Lost!                                    | Neville Keaton              | 4 episodios - miniserie             |
| 1982            | The Life and Adventures of Nicholas Nickleby | Mr. Wagstaff                | 2 episodios - miniserie             |
| 1984            | Sharing Time                                 | Luke                        | episodio "Guilt on the Gingerbread" |
| 1985            | Bulman                                       | Detective Figg              | episodio "Death of a Hitman"        |
| 1985            | Anno Domini                                  | Director de Juegos          | episodio # 5 - miniserie            |
| 1988            | This Is David Lander                         | Consejero Stennalling       | episodio "Not a Pretty Site"        |
| 1988            | The Storyteller                              | Troll                       | episodio "The True Bride"           |
| 1989            | The Jim Henson Hour                          | Troll                       | episodio "Musicians"                |
| 1990            | Screen One                                   | Evans                       | episodio "Sticky Wickets"           |
| 1991            | Stanley and the Women                        | Rufus Hilton                | miniserie                           |
| 1991            | Murder in Eden                               | Sargento McGing             | miniserie                           |
| 1992            | Shakespeare: The Animated Tales              | Caliban                     | episodio "The Tempest"              |
| 1992            | The Life and Times of Henry Pratt            | Tío Teddy                   | 2 episodios - miniserie             |
| 1992            | Married with Children                        | Trevor                      | 3 episodios                         |
| 1992            | Inspector Morse                              | Superintendente Holdsby     | episodio "Happy Families"           |
| 1992            | Goodbye Cruel World                          | Roy Grade                   | miniserie                           |
| 1993            | Goggle Eyes                                  | Gerald Faulkner             | miniserie                           |
| 1996            | Tales from the Crypt                         | Inspector Herbert           | episodio "Confession"               |
| 1996            | Our Friends in the North                     | Austin Donohue              | 5 episodios - miniserie             |
| 1998            | Alas Smith & Jones                           | -                           | episodio # 10.3                     |
| 1998            | In the Red                                   | Detective Frank Jefferson   | -                                   |
| 1999            | Oliver Twist                                 | Mr. Fleming                 | 2 episodios - miniserie             |
| 1999            | Aristocrats                                  | Henry Fox                   | 5 episodios - miniserie             |
| 2001            | Adrian Mole: The Cappuccino Years            | George Mole                 | -                                   |
| 2002            | Bedtime                                      | Neil Henshaw                | 6 episodios                         |
| 2002            | Messiah 2: Vengeance Is Mine                 | Detective Charlie Macintyre | miniserie                           |
| 2003            | Between the Sheets                           | Peter Delany                | miniserie                           |
| 2003 - 2013     | New Tricks                                   | Brian Lane                  | 80 episodios                        |
| 2005            | Bleak House                                  | Bucket                      | 9 episodios - miniserie             |
| 2008            | Little Dorrit                                | Jeremiah Flintwinch         | 12 episodios                        |
| 2009 - 2011     | Garrow's Law                                 | John Southouse              | 11 episodios                        |
| 2010            | A Passionate Woman                           | Donald                      | episodio # 1.2                      |
| 2012            | The Hollow Crown                             | Northumberland              | 2 episodios - miniserie             |
| 2012            | The Mystery of Edwin Drood                   | Hiram Grewgious             | 2 episodios - miniserie             |
| 2014            | Downton Abbey                                | Stowell                     | episodio "A Moorland Holiday"       |
| 2014            | Penny Dreadful                               | Vincent Brand               | 3 episodios                         |
| 2016            | Dark Angel                                   | George Stott                | 2 episodios - miniserie             |
| 2016            | Frontier                                     | Lord Benton                 | episodio "A Kingdom Unto Itself"    |
| 2016            | Comedy Playhouse                             | Roger                       | episodio "Broken Biscuits"          |
| 2017 - presente | Prime Suspect 1973                           | Clifford Bentley            | 6 episodios                         |

### Películas
| Año  | Películas                         | Personaje               | Notas                                                                                                  |
| ---- | --------------------------------- | ----------------------- | --- |
| 1971 | Get Carter                        | Keith                   | junto a Michael Caine, Ian Hendry y John Osborne                                                       |
| 1973 | The 14                            | Tommy                   | junto a June Brown y Jack Wild                                                                         |
| 1973 | The Sex Victims                   | George                  | cortometraje junto a Ben Howard                                                                        |
| 1976 | The Likely Lads                   | Tommy Milkman           | junto a Rodney Bewes, James Bolam, Brigit Forsyth, Mary Tamm y Vicki Michelle                          |
| 1977 | The Duellists                     | Lacourbe                | junto a Keith Carradine, Harvey Keitel, Albert Finney, Edward Fox y Tom Conti                          |
| 1977 | A Bridge Too Far                  | Cabo Davies             | junto a Dirk Bogarde, Michael Caine, Sean Connery, Edward Fox, Gene Hackman y Anthony Hopkins          |
| 1979 | All Day on the Sands              | Padre                   | junto a Gary Carp, Marjorie Yates y Jonathan Coy                                                       |
| 1979 | Measure for Measure               | Provost                 | junto a Kate Nelligan, Tim Pigott-Smith y Christopher Strauli                                          |
| 1981 | The French Lieutenant's Woman     | Grimes                  | junto a Meryl Streep, Jeremy Irons, Richard Griffiths y David Warner                                   |
| 1983 | Krull                             | Torquil                 | junto a Liam Neeson, Lysette Anthony y Todd Carty                                                      |
| 1984 | The House                         | Mr. Smeth               | junto a Stephen Rea, Jonathan Cecil, Nigel Hawthorne y Pam Ferris                                      |
| 1985 | Number One                        | Sargento Blackpool      | junto a Bob Geldof, Phil Daniels, Alfred Molina y Ray Winstone                                         |
| 1987 | Billy the Kid and the Green Baize | Maxwell Randall         | junto a Phil Daniels, Bruce Payne y Danny Webb                                                         |
| 1988 | Number 27                         | Murray Lester           | junto a Nigel Planer, Helena Michell, Edward Lyon y Pete Postlethwaite                                 |
| 1989 | A Night on the Tyne               | Willy                   | junto a Robson Green, Bryan Pringle, Leslie Schofield y Melanie Hill                                   |
| 1989 | Djavolji Raj                      | Zemba                   | junto a Tom Conti, Susan George, Nitzan Sharron y Rod Steiger                                          |
| 1989 | The Child Eater                   | Stefano                 | corto - junto a Jonathan Cecil, Anna Cropper y Lindsay Duncan                                          |
| 1990 | White Hunter Black Heart          | Ralph Lockhart          | junto a Clint Eastwood, Jeff Fahey, George Dzundza y Timothy Spall                                     |
| 1990 | The Widowmaker                    | Padre                   | junto a Annabelle Apsion, David Morrissey y Kenneth Welsh                                              |
| 1991 | London Kills Me                   | John Stone              | junto a Justin Chadwick, Philip Glenister, Steven Mackintosh, Fiona Shaw y Naveen Andrews              |
| 1991 | American Friends                  | Dr. Weeks               | junto a Michael Palin, Alfred Molina, Susan Denaker, Jonathan Firth y Simon Jones                      |
| 1992 | My Little Eye                     | Padre                   | cortometraje - junto a Andrew Dicks                                                                    |
| 1992 | Blue Ice                          | Osgood                  | junto a Michael Caine, Sean Young, Ian Holm y Bobby Short                                              |
| 1992 | Patriot Games                     | Sargento Owens          | junto a Harrison Ford, Anne Archer, Sean Bean, Samuel L. Jackson y David Threlfall                     |
| 1992 | Split Second                      | Thrasher                | junto a Rutger Hauer, Kim Cattrall, Alastair Duncan y Michael J. Pollard                               |
| 1994 | MacGyver: Trail to Doomsday       | Oficial Capshaw         | junto a Richard Dean Anderson, Lena Headey y Nicholas Farrell                                          |
| 1994 | Black Bauty                       | Reuben Smith            | junto a Alan Cumming, Sean Bean, David Thewlis, Jim Carter, Peter Davison y Peter Cook                 |
| 1994 | Doggin' Around                    | Charlie Foster          | junto a Elliott Gould, Geraldine James, Ewan McGregor, Stephen Marcus, Larry Lamb y Jamie Foreman      |
| 1995 | Sorry About Last Night            | Mikey                   | junto a Siobhan Redmond, Alexei Sayle y Victor McGuire                                                 |
| 1995 | The Haunting of Helen Walker      | Butler                  | junto a Valerie Bertinelli, Michael Gough, Paul Rhys y Diana Rigg                                      |
| 1995 | Braveheart                        | Mornay                  | junto a Mel Gibson, Sophie Marceau, Patrick McGoohan, Brian Cox y Sean McGinley                        |
| 1995 | An Awfully Big Adventure          | Tío Vernon              | junto a Alan Rickman, Hugh Grant, Georgina Cates, Peter Firth y James Frain                            |
| 1996 | Brazen Hussies                    | Jimmy Hardcastle        | junto a Julian Clary, Robert Lindsay, Julie Walters, Zöe Lucker y Marsha Thomason                      |
| 1996 | Breaking the Code                 | Mick Ross               | junto a Derek Jacobi, Blake Ritson y Prunella Scales                                                   |
| 1996 | Witness Against Hitler            | Pastor Harold Poelchau  | junto a Helen McCrory, James Wilby, Derek Jacobi y David Westhead                                      |
| 1997 | The Saint                         | Inspector Teal          | junto a Val Kilmer, Elisabeth Shue, Rade Serbedzija y Emily Mortimer                                   |
| 1999 | David Copperfield                 | Daniel Peggotty         | junto a Maggie Smith, Ian McKellen, Emilia Fox, Zoë Wanamaker y Harry Lloyd                            |
| 1999 | Sleepy Hollow                     | Oficial Mayor           | junto a Johnny Depp, Christina Ricci, Michael Gambon y Miranda Richardson                              |
| 1999 | GMT: Greenwich Mean Time          | Tío Henry               | junto a Steve John Shepherd, Alec Newman, Chiwetel Ejiofor y Anjela Lauren Smith                       |
| 1999 | Onegin                            | Zaretsky                | junto a Ralph Fiennes, Harriet Walter, Liv Tyler, Irene Worth, Lena Headey y Toby Stephens             |
| 1999 | With or Without You               | Sammy                   | junto a Christopher Eccleston, Dervla Kirwan, Yvan Attal, Julie Graham y Fionnula Flanagan             |
| 2000 | Proof of Life                     | Wyatt                   | junto a Meg Ryan, Russell Crowe, David Morse, Pamela Reed y David Caruso                               |
| 2000 | Harrison's Flowers                | Samuel Brubeck          | junto a Andie MacDowell, Elias Koteas, Brendan Gleeson, Adrien Brody, David Strathairn y Gerard Butler |
| 2000 | This Is Personal                  | Oficial George Oldfield | junto a Richard Ridings, James Laurenson y Jack P. Shepherd                                            |
| 2001 | Strictly Sinatra                  | Bill                    | junto a Ian Hart, Kelly Macdonald, Brian Cox y Tommy Flanagan                                          |
| 2001 | Score                             | George                  | junto a Robert Pugh, Mark Lewis Jones, Nia Roberts y Eve Myles                                         |
| 2001 | The Mummy Returns                 | Baltus Hafez            | junto a Brendan Fraser, Rachel Weisz, John Hannah y Arnold Vosloo                                      |
| 2002 | Inquisition                       | Martin                  | junto a Derek Jacobi, Stephen Billington y John Dallimore                                              |
| 2002 | Sparkhouse                        | Richard Bolton          | junto a Richard Armitage, Holliday Grainger, Joe McFadden, Nicholas Farrell y Celia Imrie              |
| 2003 | Paradise Found                    | Pissaro                 | junto a Kiefer Sutherland, Nastassja Kinsk, Thomas Heinze, Chris Haywood y Nicholas Hope               |
| 2003 | It's All About Love               | David                   | junto a Joaquin Phoenix, Claire Danes, Sean Penn, Douglas Henshall, Margo Martindale y Mark Strong     |
| 2004 | Millions                          | St. Peter               | junto a James Nesbitt, Alex Etel, Lewis McGibbon y Enzo Cilenti                                        |
| 2004 | When I'm Sixty-Four               | Jim                     | junto a Tamzin Outhwaite, Paul Freeman, Jason Flemyng y Tamsin Greig                                   |
| 2004 | Van Helsing                       | Cardenal Jinette        | junto a Hugh Jackman, Richard Roxburgh, Kate Beckinsale y David Wenham                                 |
| 2004 | Carrie's War                      | Mr. Samuel Evans        | junto a Keeley Fawcett, Geraldine McEwan y Daniel Roberts                                              |
| 2005 | Oliver Twist                      | Magistrado Fang         | junto a Barney Clark, Ben Kingsley, Jeremy Swift, Ian McNeice y Richard Durden                         |
| 2006 | Eragon                            | Garrow                  | junto a Ed Speleers, Garrett Hedlund, Jeremy Irons, Sienna Guillory y Christopher Egan                 |
| 2006 | A Ticket Too Far                  | Padre                   | corto - junto a Joe Armstrong, Giuseppe Circelli y Mark Gatiss                                         |
| 2006 | The Girls Who Came to Stay        | Bob Jenkins             | junto a Lindsey Coulson y Samantha Robinson                                                            |
| 2007 | The Dinner Party                  | Jim                     | junto a Lee Evans, Jessie Wallace, Jamie Campbell Bower, Rupert Graves y Elizabeth Berrington          |
| 2008 | Filth: The Mary Whitehouse Story  | Ernest Whitehouse       | junto a Julie Walters, Hugh Bonneville, William Beck y Melissa Walton                                  |
| 2012 | Lost Buoys                        | Hombre                  | corto - junto a Catherine Steadman y Maggie O'Neill                                                    |
| 2015 | Golden Years                      | Sid                     | junto a Philip Davis, Simon Callow, Bernard Hill, Una Stubbs y Sue Johnston                            |

### Apariciones
| Año  | Obra                                            | Personaje                            |
| ---- | ----------------------------------------------- | ------------------------------------ |
| 2010 | Les Misérables in Concert: The 25th Anniversary | Monsieur Thenardier (elenco de 1985) |

### Teatro
| Año  | Obra                       | Personaje          | Director (a)          | Teatro                    | Notas                                                                   |
| ---- | -------------------------- | ------------------ | --------------------- | ------------------------- | ----------------------------------------------------------------------- |
| 2009 | A House Not Meant to Stand | Cornelius McCorkle | Jamie Lloyd           | Donmar Warehouse Theatre  | junto a Alison Steadman, Felicity Jones, Tom Riley y Anton Lesser       |
| 2006 | The Royal Hunt of the Sun  | Francisco Pizarro  | Trevor Nunn           | National Theatre          | junto a Paterson Joseph, Darrell D'Silva, Oliver Cotton y Paul Ritter   |
| 2002 | Mappa Mundi                | Jack Armstrong     | Bill Alexander        | Royal National Theatre    | junto a Lia Williams, Tim McInnerny, Patrick Robinson y James Hayes     |
| 1998 | The Front Page             | Walter Burns       | Sam Mendes            | Donmar Warehouse Theatre  | Griff Rhys Jones, Rebecca Johnson, Simon Gregor y Lizzy McInnerny       |
| 1997 | Death of a Salesman        | Willy Loman        | David Thacker         | Lyttelton Theatre         | junto a Marjorie Yates, Mark Strong, Corey Johnson y Colin Stinton      |
| 1996 | Endgame                    | Hamm               | Katie Mitchell        | Donmar Warehouse Theatre  | junto a Stephen Dillane, Harry Jones y Eileen Nicholas                  |
| 1995 | Insignificance             | Albert Einstein    | Terry Johnson         | Donmar Warehouse Theatre  | junto a Frances Barber, Ian Hogg y Jack Klaff                           |
| 1993 | Sweeney Todd               | Sweeney Todd       | Declan Donnellan      | Cottesloe Theatre         | junto a Julia McKenzie, Adrian Lester, Denis Quilley y Carol Starks     |
| 1989 | The Baker's Wife           | Aimable Castagnet  | Trevor Nunn           | Phoenix Theatre           | junto a Sharon Lee Hill, Drue Williams, Jill Martin y James Villiers    |
| 1988 | The Father                 | Capitán            | David Leveaux         | Cottesloe Theatre         | junto a Susan Fleetwood, Jean Heywood, Alan Downer y Colin Stinton      |
| 1988 | The Jew of Malta           | Barabas            | Barry Kyle            | Barbican Theatre          | junto a John Carlisle, James Fleet, Linda Spurrier y Gregory Doran      |
| 1987 | Fashion                    | Stuart Clarke      | Doug Lucie            | The Other Place Theatre   | junto a Brian Cox, Stella Gonet, Akim Mogaji y Clive Russell            |
| 1986 | Les Miserables             | Thenardier         | John Caird            | Palace Theatre            | junto a Colm Wilkinson, Michael Ball, Roger Allam y Patti LuPone        |
| 1985 | Troilus and Cressida       | Thersites          | Howard Davies         | Barbican Theatre          | junto a Anton Lesser, Juliet Stevenson, Alan Rickman y Lindsay Duncan   |
| 1984 | The Winter's Tale          | Leontes            | Adrian Noble          | Spitalfields Theatre      | junto a Lynn Farleigh, Jenifer Landor. John Dougall y Julian Curry      |
| 1984 | The Crucible               | John Proctor       | Barry Kyle            | Spitalfields Theatre      | junto a Lynn Fairleigh, Jenifer Landor, Harriet Bagnall y Ron Cook      |
| 1984 | Serjeant Musgrave's Dance  | Soldado Hurst      | Albert Finney         | Old Vic Theatre           | junto a Albert Finney, Max Wall, Graham Crowden y Eileen Atkins         |
| 1983 | Reflections                | Artista            | Jasper Rootham        | Gulbenkian Studio         | junto a John Carlisle y Sinéad Cusack                                   |
| 1983 | The Roaring Girl           | Ralph Trapdoor     | Barry Kyle            | Royal Shakespeare Theatre | junto a Helen Mirren, David Troughton y Jonathan Hyde                   |
| 1983 | The Taming of the Shrew    | Petruchio          | Barry Kyle            | Royal Shakespeare Theatre | junto a Sinead Cusack, Alice Krige, Pete Postlethwaite y Mark Rylance   |
| 1982 | The Tempest                | Trinculo           | Ron Daniels           | Barbican Theatre          | junto a Derek Jacobi, Alice Krige y Bob Peck                            |
| 1981 | Nicholas Nickleby          | Wackford Squeers   | Trevor Nunn           | Aldwych Theatre           | junto a Roger Rees, Emily Richard, David Threfall y Bob Peck            |
| 1980 | The Loud Boy's Life        | Harry Baker        | Howard Davies         | Warehouse Theatre         | junto a Clive Merrison, Jill Baker, Andrew Dickson y Hugh Fraser        |
| 1980 | Bastard Angel              | Alun               | Bill Alexander        | Warehouse Theatre         | junto a Charlotte Cornwell, Jill Baker, Robin Davies y Andrew Dickson   |
| 1980 | Much Ado About Nothing     | Dogberry           | Howard Davies         | Royal Shakespeare Theatre | junto a Kenneth Colley, Charlotte Cornwell, Clive Merrison y Jill Baker |
| 1979 | The Caucasian Chalk Circle | Azdak              | John Caird            | Warehouse Theatre         | junto a Jane Carr, Kenneth Colley, Clive Merrison y Charlotte Cornwell  |
| 1978 | One for the Road           | Dennis             | Mike Ockrent          | Royal Theatre             | junto a Elizabeth Estensen, Philip Jackson y Prunella Scales            |
| 1978 | The Passion                | Soldado            | Peter Hall            | Cottesloe Theatre         | junto a Mark McManus, Howard Goorney, Fulton Mackay y Brian Glover      |
| 1976 | Mother's Day               | Gordon Johnson     | Robert Kidd           | Royal Court Theatre       | junto a Jane Carr, Betty Marsden, Bryan Pringle y Patricia Healey       |
| 1976 | The Sons of Light          | Stephen Yescanab   | Keith Hack            | University Theatre        | junto a Ron Cook, Andrew Crawford, Ian Hogg y Harold Innocent           |
| 1975 | As You Like It             | Touchstone         | Peter Gill            | Playhouse Theatre         | junto a Jane Lapotaire, John Price, Susan Tracy y Paul Dawkins          |
| 1973 | A Fart for Europe          | Edgar              | -                     | Royal Court Theatre       | junto a Hugh Hastings y Jeremy Child                                    |
| 1973 | Dracula                    | Renfield           | Stanley Eveling       | Bush Theatre              | junto a Jack Shepherd, Anthony Haygarth y Petra Markham                 |
| 1973 | Cromwell                   | Morgan Wallace     | Anthony Page          | Royal Court Theatre       | junto a Albert Finney, Brian Cox, Frances Tomelty y Pete Postlethwaite  |
| 1972 | Ding the Dastard Down      | -                  | -                     | -                         | junto a John Ording, Alison Groves y John Price                         |
| 1971 | The Changing Room          | Billy Spencer      | Lindsay Anderson      | Royal Court Theatre       | junto a Brian Glover, Warren Clarke, Brian Glover y Mark McManus        |
| 1971 | I Was Hitler's Maid        | Adolf Hitler       | Christopher Wilkinson | King's Head Theatre       | junto a Maev Alexander, John Price y Frank Hatherley                    |

## Premios y nominaciones
| Año  | Categoría        | Premio                 | Serie/Teatro                                        | Resultado |
| ---- | ---------------- | ---------------------- | --------------------------------------------------- | --------- |
| 1984 | Best Performance | Oliver Award           | The Winter's Tale                                   | Nominado  |
| 1984 | Best Performance | Oliver Award           | The Crucible                                        | Nominado  |
| 1985 | Best Performance | Oliver Award           | Les Misérables                                      | Nominado  |
| 1987 | Best Performance | Oliver Award           | The Father                                          | Nominado  |
| 1987 | Best Performance | Oliver Award           | The Jew of Malta                                    | Nominado  |
| 1989 | Best Performance | Oliver Award           | The Baker's Wife                                    | Nominado  |
| 1993 | Best Actor       | Oliver Award           | Sweeney Todd                                        | Ganador   |
| 2001 | Best Male Actor  | RTS Television Award   | This Is Personal: The Hunt for the Yorkshire Ripper | Nominado  |
| 2005 | Best Actor       | Dallas OUT TAKES Award | When I'm Sixty-Four                                 | Ganador   |